# I huvet på en idiot, i en bar, på en ö, i ett hav, på en ö, i en bar, i huvet på en idiot
I huvet på en idiot, i en bar, på en ö, i ett hav, på en ö, i en bar, i huvet på en idiot är ett studioalbum av den sverigefinska artisten Markus Krunegård, utgivet den 6 september 2018. Albumet är Krunegårds sjätte som soloartist och var det första som gavs ut på det egna skivbolaget OJOY.

## Låtlista
1. Så också i Finspång
2. O A O A E vi förlorade med Miriam Bryant
3. Tur att vi lever samtidigt
4. Fåglarna
5. Mot vem är du snäll när du släcker din eld
6. Ondare & ondare
7. Ta en dusch
8. Ringvägen
9. Trointeduärnåt City
10. Ben kött & känsler